# صوتيات (لسانيات)
الصوتيات أو علم الأصوات هو أحد فروع علم اللسانيات، يُعنى بالجهاز الصوتي ومخارج أصوات الكلام الإنساني وتبويبها. كان الخليل بن أحمد الفراهيدي أول عالم صوتيات عربي والمعجم الذي كتبه فيه أول تصنيف لأصوات اللغة العربية. لكل لغة نظامها الصوتي الخاص بها التي يمكن كتابة أصواتها بنظامها الكتابي أو بالألفبائية الصوتية الدولية الصوتية (IPA) التي تمّكن دارسي اللغات من نطق أصواتها أو التعرف عليها.
تتألَّفُ اللغة من أصوات تجتمع لتُعبِّر عن الأشياء الحسِّيَّة والأفكار المجرَّدة، ويعتمد تصنيف الأصوات اللُّغويَّة على دراسة كيفيَّات الأصوات وطرائق تحقُّقها وإصدارها والآليَّات التي تدخل فيها والأعضاء التي في إنجازها، أي على المعرفة الدقيقة بأعضاء النطق، وعلى الفهم العلميّ لعمليَّة الكلام...
تنقسم الأصوات اللغوية إلى قسمين: الصوامت والصوائت.

## تاريخ الصوتيات
بدأت دراسة الصوتيات في القرن الخامس قبل الميلاد في الهند القديمة على يد عالم اللغويات بانيني الذي بحث في مكان إنتاج الصوت وطريقة إنتاجه (الكيفية) في اللغة السنسكريتية. ومن أقدم من أهتم بهذا العلم الخليل بن أحمد الفراهيدي المتوفي في نهاية القرن الثامن الميلادي، من تلاميذه سيبويه الذي ألف كتابه «الكتاب» وفيه وصف دقيق لأصوات اللغة العربية ومخرج place of articulation كل منها وطريقة manner إخراجها.

## الصوتيات والصواتة
علم الصوتيات والذي يُعرف (بالإنجليزية: Phonetics) يختلف عن الصواتة أي (Phonology)، حيث يُعنى علم الصوتيات بدراسة العملية التي يُنتج من خلالها الصوت ويُنتقل ويُستقبل من ناحية جسمانية؛ أي انه علم يدرس الأعضاء الحية التي يتم من خلالها إنتاج الصوت (جهاز النطق) وانتقاله (الموجات الصوتية) واستقباله (الاستقبال السمعي). أما الصواتة فهو يدرس الطبيعة المجرّدة لوحدات الصوت أو الإشارة التي تشكّل الكلمات التي بدورها تشكّل اللغة. وبالتالي يمكن القول أن الصوتيات هي دراسة عملية تكوين الأصوات، أما الصواتة فتتمحور حول دراسة الأصوات في حد ذاتها.
ومع ذلك يبقى علم الصواتة أساساً لعلم الصوتيات، ولكنه فرع مستقل من علم اللغويات، يختص بدراسة الأصوات والإشارات المجرّدة (فونيم، مورفيم، ألوفون..) وقواعد الاشتقاق.

## الفروع
يهتم الباحثون في علم الصوتيات بالفروع الآتية:
- دراسة جهاز النطق: ويبحث في مواضع أجزاء النطق وحركتها وشكلها أثناء النطق مثل اللسان، الشفتان، الأسنان، اللثة، الحنك، اللهاة,..
- دراسة جهاز السمع: ويهتم بدراسة عملية استقبال الأصوات عن طريق الأذن والتعرف عليها وترجمتها واستدعائها أو تذكّرها في الدماغ.
- دراسة فيزياء الأصوات: التردد والطول الموجي للصوت.

## وصلات خارجية
- الجمعية الدولية لعلوم الصوتيات (ISPhS) (بالإنجليزية)
- موقع مختبر علوم الصوتيات نسخة محفوظة 23 فبراير 2009 على موقع واي باك مشين. التابع لجامعة مونتريال (بالإنجليزية)
- الأصوات والأنماط الصوتية للغات - جامعة بنسيلفانيا (بالإنجليزية)